# Нифонт I Цариградски
Свети патријарх Нифонт Цариградски (грч. Πατριαρχης Νηφων) је православни светитељ и патријарх цариградски у периоду од 1310. од 1314. године.
Пореклом из Бера, Грчка. Име по рођењу му је било Никола. Пре него што је изабран за патријарха цариградског био је митрополит Кизикски. Био је ученик Атанасија I Цариградског, кога је наследио на месту патријарха.
По избору за патријарха у Цариграду 1310. успео је да превазиђе раскол у цркви, познат као "арсенитски спор", насталог због Другог лионског сабора: на коме је византијски цар Михаило VIII Палеолог, заједно са патријархом Арсенијем, из политичких разлога, прихватио унију са римокатоличком црквом.
Због махинација својих непријатеља повукао се 1314. године са места цариградског патријарха.
Православна црква га помиње 11. августа по јулијанском календару.